# Lamalou-les-Bains
Lamalou-les-Bains ist eine südfranzösische Gemeinde mit 2.421 Einwohnern (Stand 1. Januar 2022) im Département Hérault in der Region Okzitanien. Das Gemeindegebiet gehört zum Regionalen Naturpark Haut-Languedoc.

## Lage und Klima
Lamalou-les-Bains liegt in einer waldreichen Region am Fuße der Cevennen etwa 85 km (Fahrtstrecke) westlich von Montpellier bzw. ca. 38 km nördlich von Béziers in einer Höhe von etwa 250 m. Das Klima ist gemäßigt bis warm; Regen (ca. 700 mm/Jahr) fällt übers Jahr verteilt.

## Bevölkerungsentwicklung
| Jahr                       | 1851 | 1901 | 1954 | 1999 | 2017 |
| Einwohner                  | 381  | 878  | 1358 | 2156 | 2509 |
| Quellen: Cassini und INSEE |      |      |      |      |      |

Das stetige Anwachsen der Einwohnerzahlen ist auf das seit dem 19. Jahrhundert im Ort praktizierte Kurwesen zurückzuführen. Es gibt zahlreiche Hotels und Pensionen.

## Wirtschaft
In früheren Zeiten lebten die Einwohner der Gemeinde als Selbstversorger von der Landwirtschaft, zu der auch der Weinbau und die Zucht von Schafen und Ziegen gehörten. Im 19. Jahrhundert begann die Erschließung und Nutzung der seit dem Mittelalter bekannten Thermalquellen.

## Geschichte
Funde aus prähistorischer und auch aus römischer Zeit fehlen. Frühestes Zeugnis menschlicher Besiedlung der Gegend ist ein gallorömisches Heiligtum des 5./6. Jahrhunderts, an dessen Stelle im 12. Jahrhundert die romanische Prioratskirche Saint-Pierre-de-Rhèdes erbaut wurde. Die heutige Gemeinde und der Ort Lamalou entstanden aus dem Ort Villecelle, der im Jahr 1878 – zur Blütezeit des Bäderwesens – den Namen Lamalou-les-Bains annahm.

## Sehenswürdigkeiten

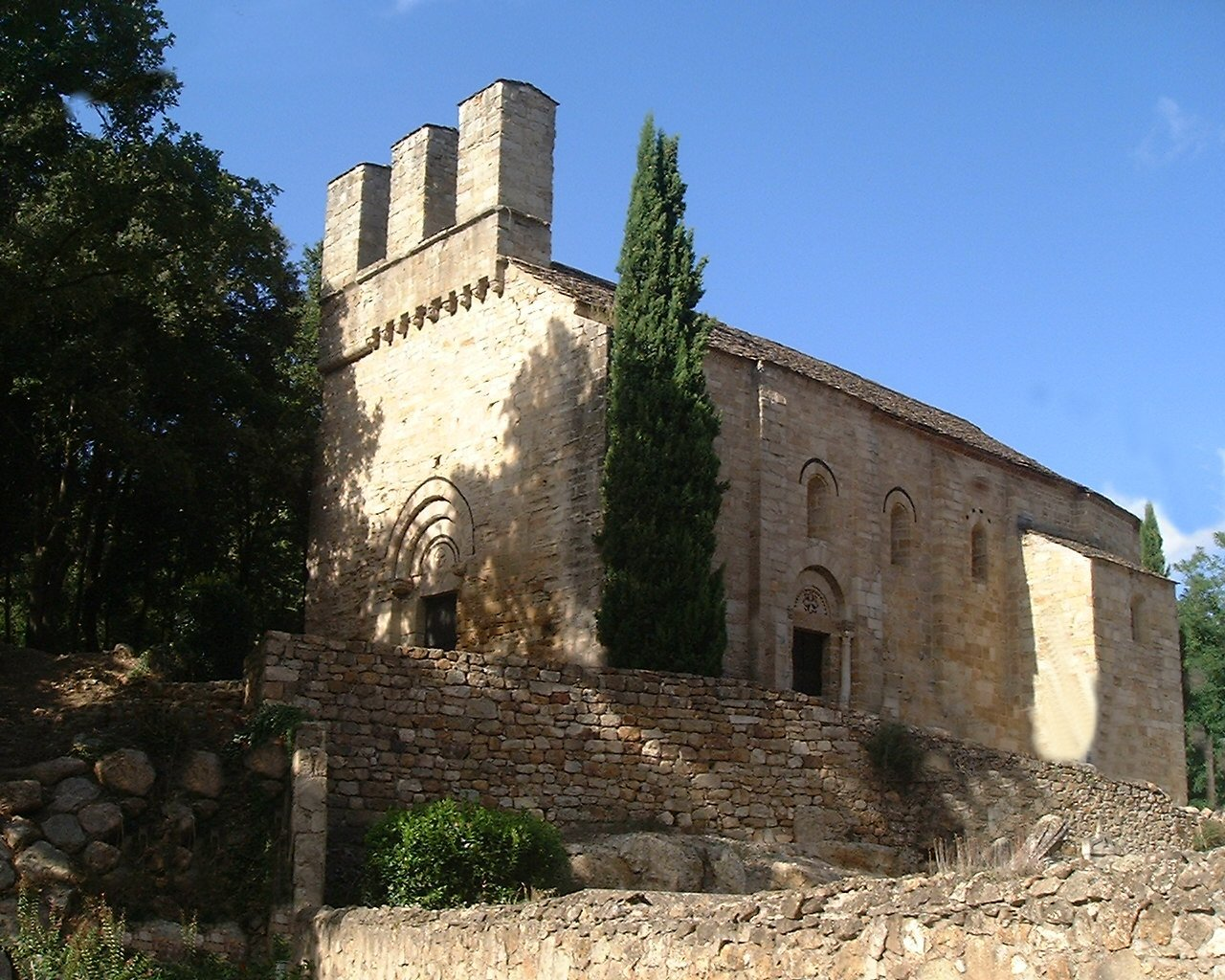
Saint-Pierre-de-Rhèdes

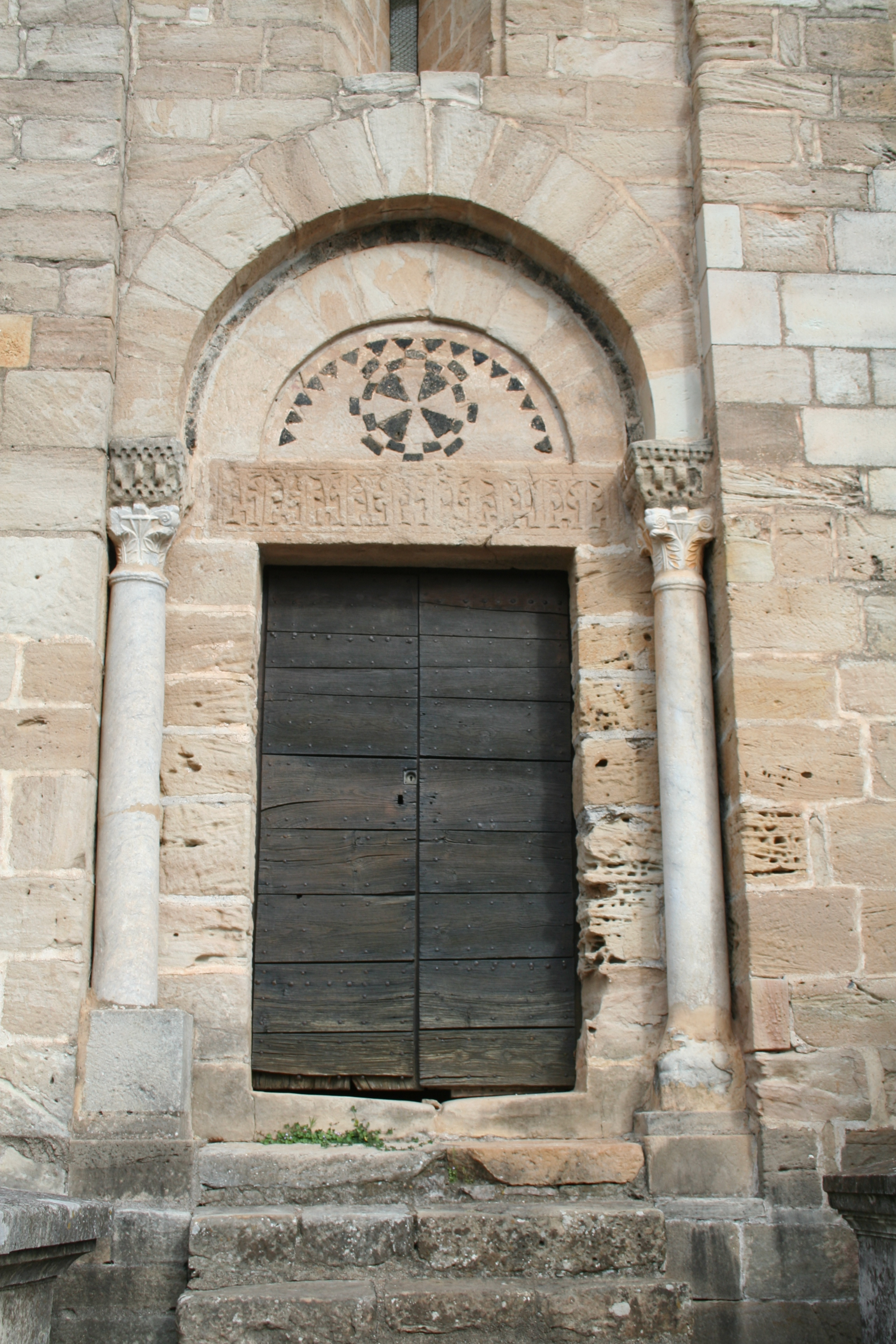
Südportal

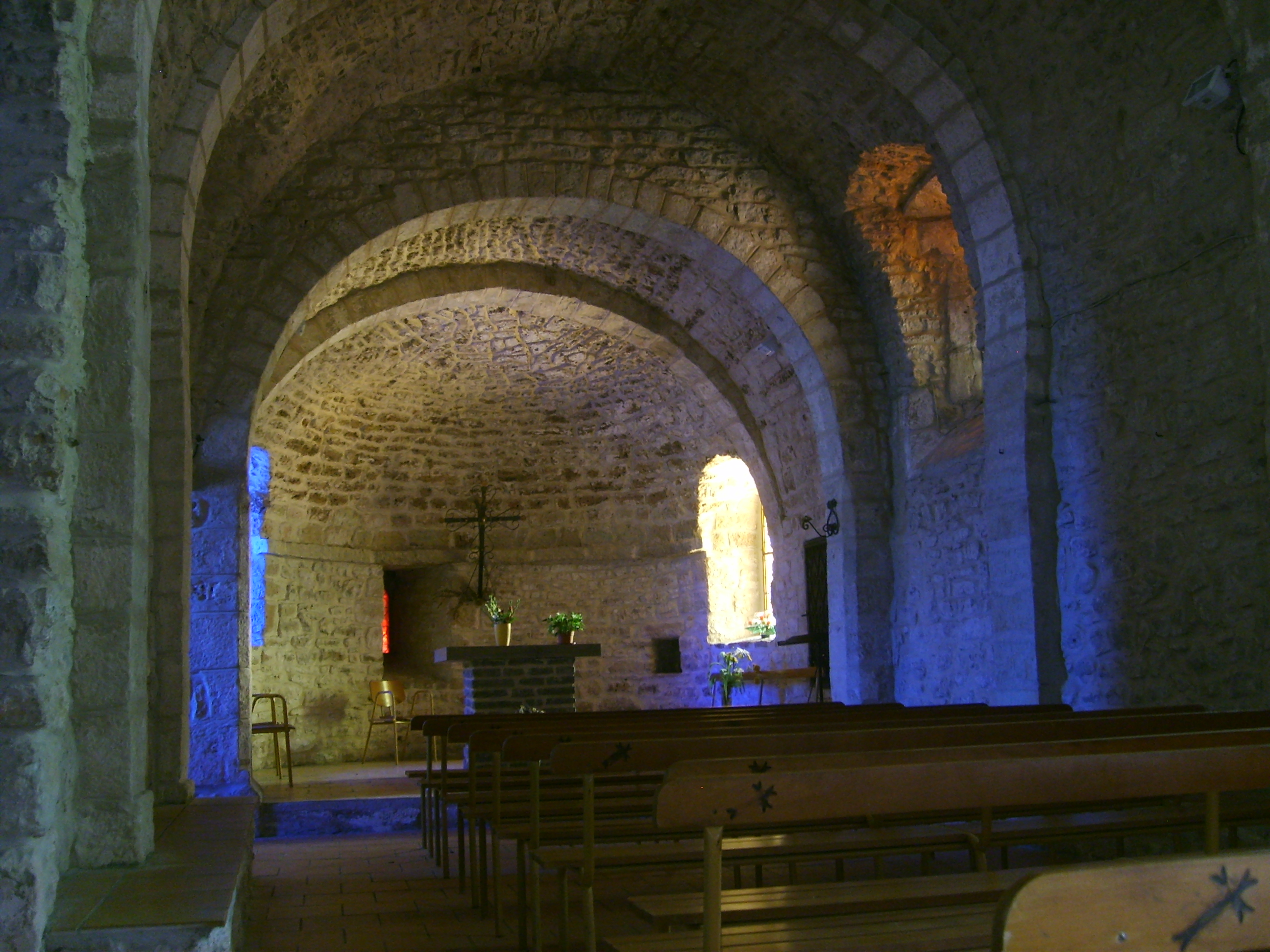
Notre-Dame de Capimont

- Die ehemalige Priorats- und heutige Pfarrkirche Saint-Pierre-de-Rhèdes steht in Hanglage im zu Lamalou gehörenden Weiler Rhèdes. Ein Vorgängerbau wurde bereits im Jahr 990 erwähnt, doch stammt die heutige Kirche aus dem 12. Jahrhundert und wurde als Teil eines Priorats der Abtei Villemagne errichtet. Als ehemalige Prioratskirche ist sie aus exakt behauenen Steinen errichtet und mit Strebepfeilern stabilisiert; außerdem verfügt sie über zwei mit schwarzen Steininkrustationen geschmückte Portale im Süden und Westen und ein drittes – schmuckloses – auf der Nordseite sowie über mehrere in ähnlicher Manier geschmückte Fensterbögen. Der wehrerkerartig vorkragende und zinnengeschmückte Giebel der über Westfassade ist darüber hinaus von Interesse – die Konsolen zeigen teilweise figürliche Motive, die als unheilabwehrend (apotropäisch) gedeutet werden können. Ein Bogenfeld des Rundbogenfrieses der Apsis präsentiert eine primitiv anmutende Figur eines Pilgers mit Stab und Tasche. Das im Scheitel leicht angespitzte Tonnengewölbe des ausschließlich von Südfenstern belichteten Kirchenschiffs ist von Gurtbögen unterzogen, die auf doppelten Halbsäulenvorlagen mit sehr einfach gestalteten figürlichen und vegetabilischen Kapitellen und einem umlaufenden Klötzchenfries ruhen. Den Wänden des Langhauses vorgestellt ist eine doppelte Reihe von Steinbänken, die ehemals möglicherweise als Ersatz für einen nicht vorhandenen Kapitelsaal gedient haben könnten. Die Halbkuppel der Apsiskalotte ist von unprofilierten Gewölberippen unterzogen. Der Kirchenbau wurde im Jahr 1880 als Monument historique[2] anerkannt.

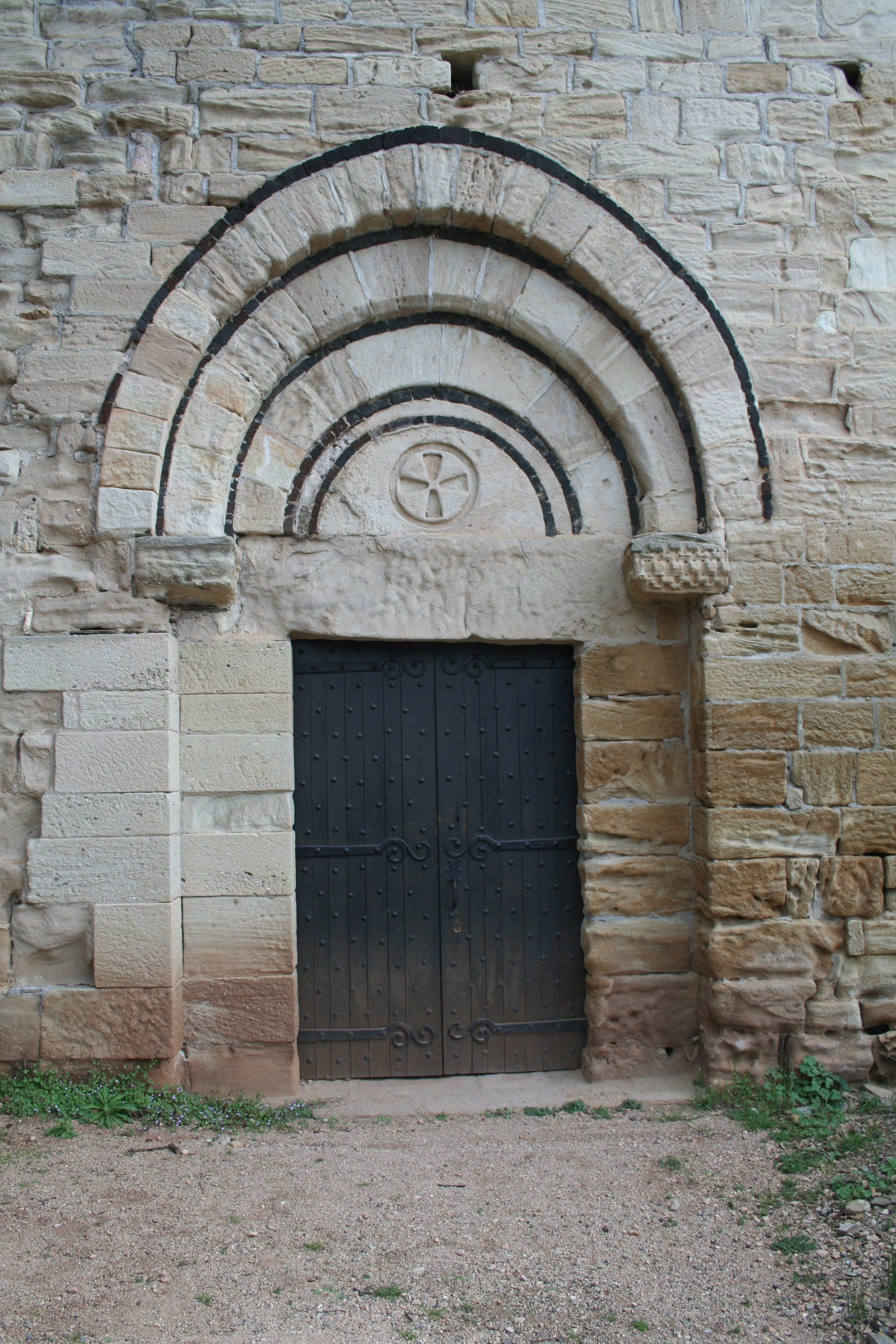
Westportal
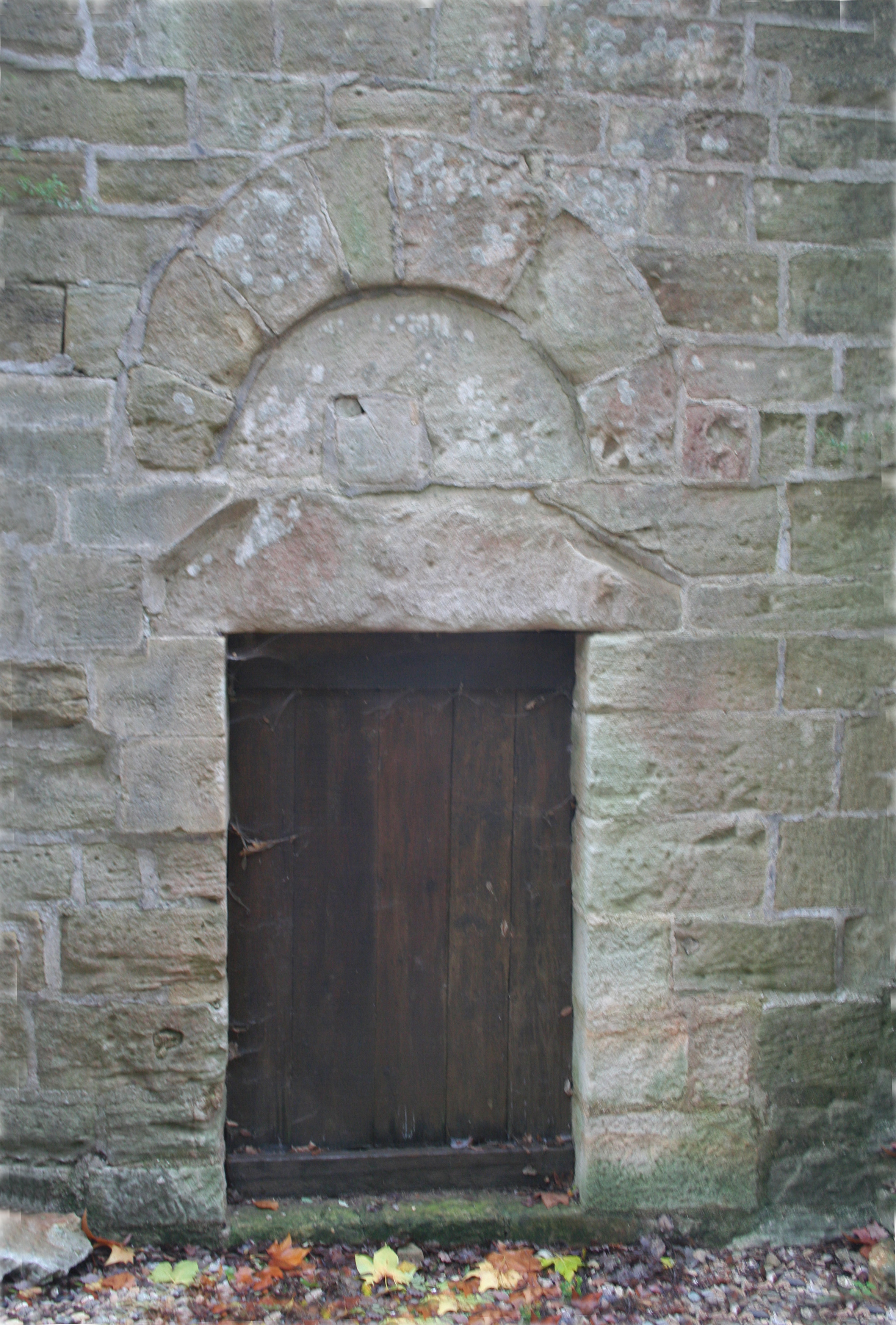
Nordportal
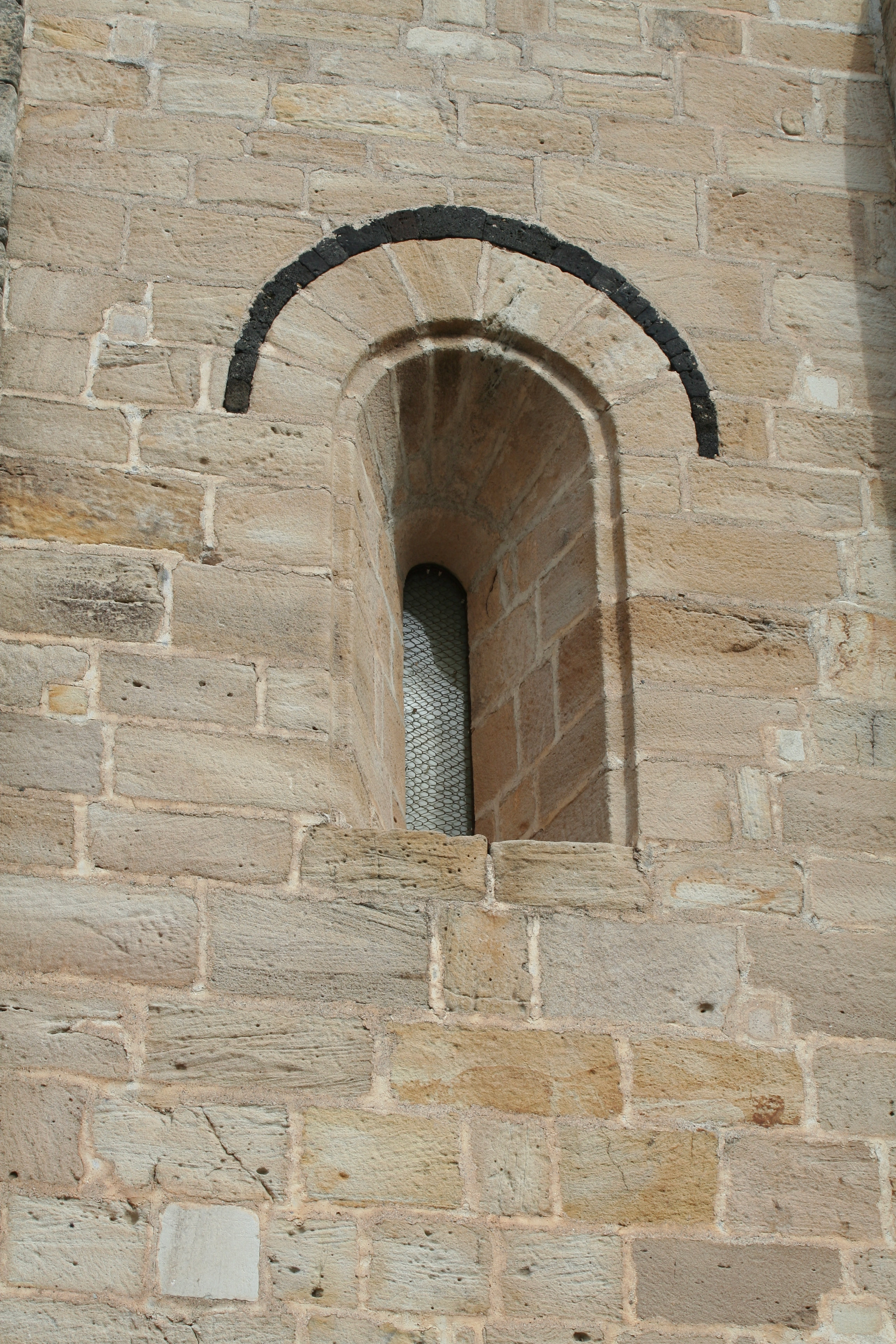
Fenster im Langhaus
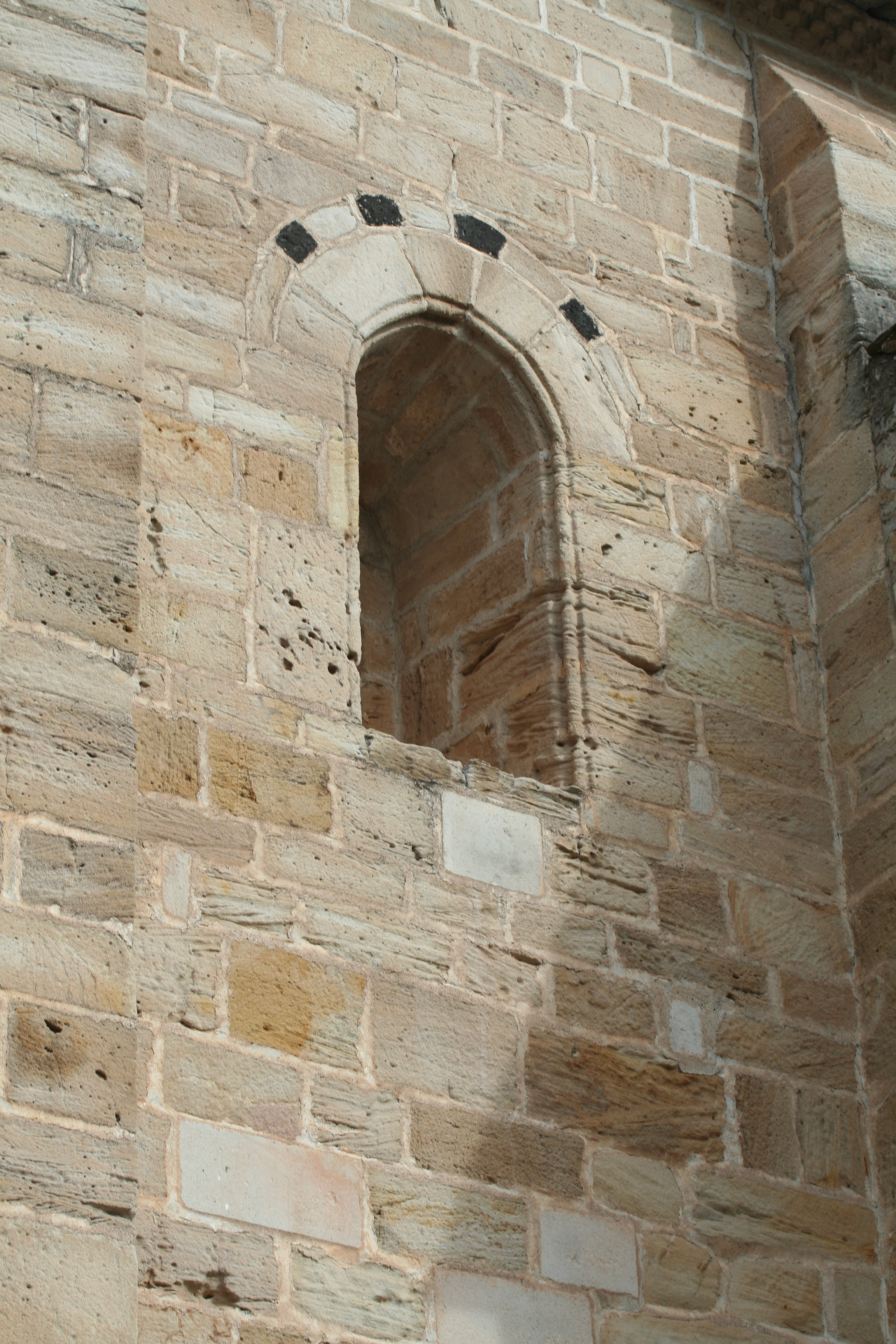
Fenster im Langhaus

- Auf dem die Kirche umgebenden Friedhof stehen mehrere außergewöhnlich reich gestaltete Gräber und Grabmonumente aus dem 19. Jahrhundert.
- Die romanische Wallfahrtskapelle Notre-Dame de Capimont steht auf einer felsigen und bewaldeten Anhöhe etwa 1,5 km außerhalb des Ortskerns. Von hier genießt man einen schönen Blick über Lamalou-les-Bains. Mehrere Kreuze im Wald weisen auf einen Kreuzweg hin, der im Rahmen der Karfreitagsprozession begangen wurde.
- Die neogotische Pfarrkirche (Église Saint-Pierre-et-Saint-Paul) von Lamalou-les-Bains wurde im Jahr 1904 fertiggestellt.

## Partnergemeinden
- Leutkirch im Allgäu, Deutschland
- Misasa, Japan
- Yaoundé, Kamerun